# 九龍維記牛奶

維記牛奶舊標誌

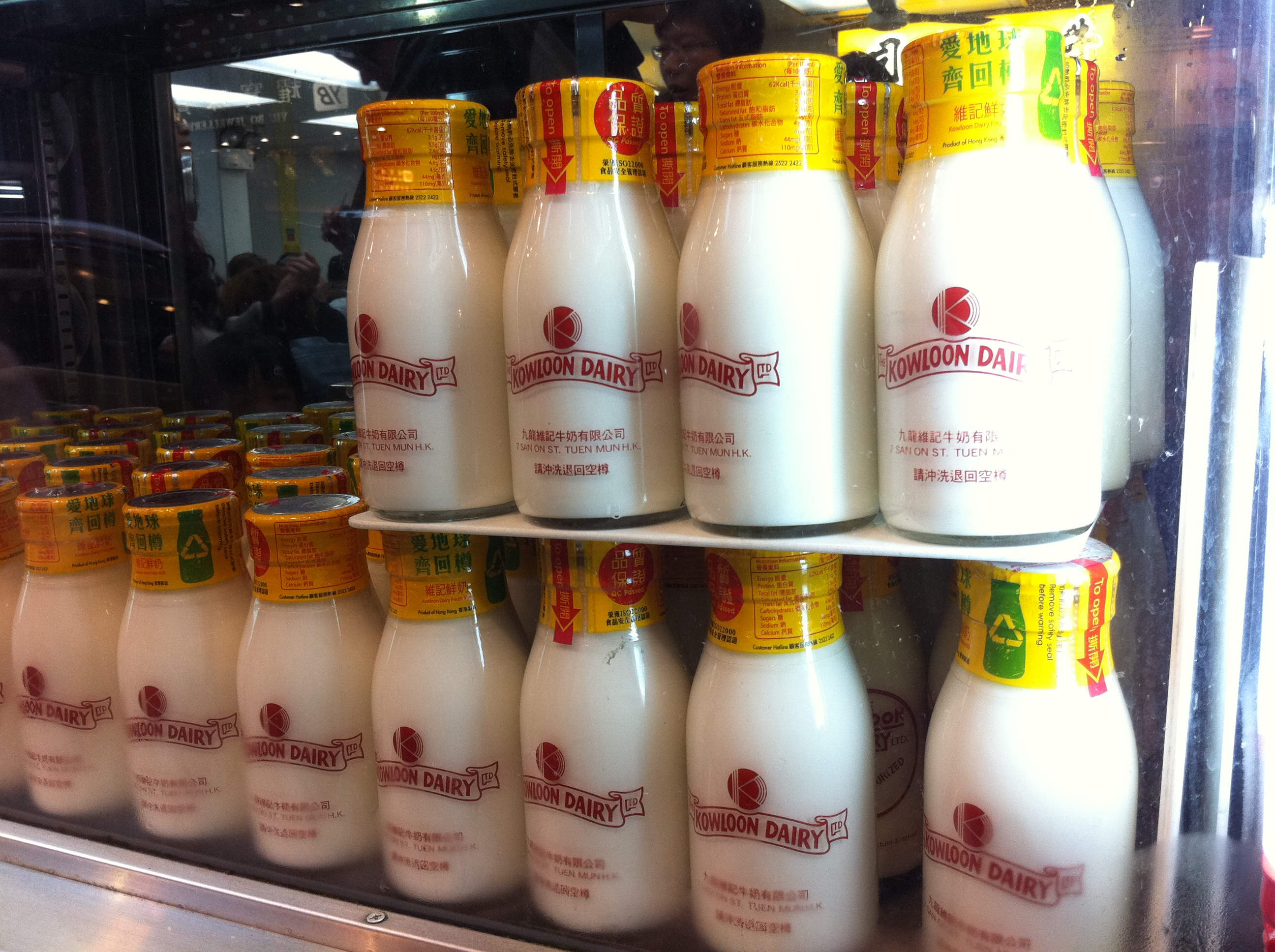
九龍維記牛奶

九龍維記牛奶有限公司，簡稱維記，是香港的一間鮮牛奶及奶製品的製造商，規模僅次於雀巢牛奶公司，其中一位創辦人是李作芳。

## 歷史
成立於1940年，總部設於九龍牛池灣一帶，即彩雲邨現址（1970年代遷至中環安蘭街），為九龍北部提供鮮牛奶。1972年，隨著市區發展，其牧場搬往元朗區的新田，而廠房則建於屯門工業區。1984年，牧場再搬往中國大陸的廣州。
1970年代開始製造雪糕，於1989年參考日本的樂天集團的雪見大福，創製出維記雪米糍（雪糕糯米糍），成為其著名產品之一。此外，九龍維記牛奶於1986年4月在香港首先售賣低脂奶，1993年再推出高鈣低脂奶。
2000年代，九龍維記牛奶創立金光品牌，售賣豆漿。

## 軼事
2018年8月，56歲姓雷男子被下屬發現在中環維記大廈的天井位以領帶吊頸，被送往灣仔律敦治醫院後不治。雷是九龍維記牛奶的一名經理，警方檢獲兩封遺書，分別留給家人及同事，內容透露因公司重組不開心，警方對其自殺原因進行調查，而公司未作回應。

## 主要競爭對手
- 雀巢牛奶公司
- 十字牌牛奶

## 外部連結
- 九龍維記牛奶有限公司 官方網站 （页面存档备份，存于）
- 九龍維記牛奶有限公司 官方的Facebook專頁